# 竹田靑滋
竹田 靑滋（たけだ せいじ、1960年〈昭和35年〉4月16日 - ）は、日本のジャーナリスト、テレビプロデューサー。奈良県出身。血液型はO型。視聴者からの通称は「竹P」（たけぴー）。フリービット株式会社 社外取締役。
株式会社毎日放送 コンテンツビジネス局局長、株式会社GAORA代表取締役社長などを歴任した。

## 経歴

### 番組制作に携わるまで
東京大学文学部を卒業後、1984年に毎日放送入社。当時は音楽や映画に興味があり、ドラマ制作を志望していたが報道局に配属され、警察担当記者として豊田商事事件、グリコ・森永事件などを取材していた。報道局時代は、自分で編集したり、原稿を書いたり、テロップを入れたり、取材で歩き回って足が腫れて、朝、靴が履けなかったことがあったという。また、ドキュメンタリーの制作にも関わったことがあり、5年間ほど脳死や医療のドキュメンタリーを制作していた。
1996年からは、当時の土曜18時枠にて放送されていた平成ウルトラマンシリーズやゾイドシリーズに携わった。ただし、本人はアニメ雑誌『アニメージュ』のインタビューにおいて「担当当時は営業局に所属しており、制作としては直接携わってはいない」と述べている。

### プロデューサーとして
2002年7月に東京支社テレビ編成部に異動し、テレビアニメ『機動戦士ガンダムSEED』のプロデューサーを担当する。以降、MBS製作アニメを統括する立場となった。
なお、『機動戦士ガンダムSEED DESTINY』では竹田に似た「キングT@KED@」（キング タケダ）という関西弁を話す登場人物の声優も担当した。『鋼の錬金術師』の第13話にも、竹田に似たモブキャラクターが登場している。
アニメ以外では、子供向け情報番組の『ブリンぶりん家』、『フューチャービーンズ〜みらい豆』や、大阪城ホールで開催される『サントリー1万人の第九』を要約した音楽番組『1万人の第九』などのプロデューサーを担当した。
その後、2013年に東京制作室エグゼクティブに就任し、アニメ制作から離れる。2015年に編成局局長に就任。2017年にコンテンツビジネス局局長に就任。2018年にコンテンツビジネス局エグゼクティブに就任。2019年にGAORAに出向し、常務取締役に就任。2021年から2023年3月までGAORA代表取締役社長を務めた。

## 人物

### 作品に対する姿勢
竹田が関わっている作品の多くに大胆でエロチックなシーンやグロテスクな描写が含まれているが、これに関しては「リアリティのある作品にするため、妥協はしない」「私はこの演出が必要かどうかだと思う。（アニメを全て見終えて）必要だって思えばいいでしょう」などと発言している（『鋼の錬金術師』など原作にそのシーンがあるものも含む）。こうした姿勢は、過去に毎日放送の社長を務めた時代に自らの性格と、準教育局（1967年まで）としての立場からエロ・グロを一部の例外を（東京12チャンネルと相互ネットしていた一部の22時台以降のバラエティ番組やドラマなど）除き排除していた高橋信三とは対極にあった。
ただ、2012年1月30日のデジタルハリウッド大学での講演では、『STAR DRIVER 輝きのタクト』のエロチックなシーン描写に関して『夕方と言う放送時間を考えたら、映像ソフト版とで表現を変えるべきだったかな、と言う反省点があった』と発言している。
彼の思想的側面を示す一端としては、月刊『アニメージュ』（2005年10月号）の取材では「自分は朝鮮総連と親密で、在日問題をやっていたことがある。万景峰号に3回乗ったことがある」という主旨の発言をしており、朝日新聞のインタビュー（2005年10月14日付・夕刊）に対して「（「BLOOD+では家族の絆を描きたい」と述べた後）世界中で戦争を起こし、殺人を行っているアメリカとは何かを問いたい」という回答を行っている。また、『機動戦士ガンダムSEED DESTINY』公式サイト（2004年12月10日付）においては「『機動戦士ガンダムSEED』から引き続き、非戦を訴えたい」「（イラク戦争について）自分が作成したアニメを通して、視聴者に身近な問題として考えて欲しい」との主旨の発言を行っている。

### 諏訪道彦との関係
過去に雑誌『ニュータイプ』の企画で在阪ライバル局である読売テレビのチーフプロデューサー・諏訪道彦と2時間ほど対談した経緯がある。

## 作品一覧

### テレビアニメ
1999年
- ゾイド -ZOIDS-（営業）

2001年
- ゾイド新世紀スラッシュゼロ（営業）

2002年
- 機動戦士ガンダムSEED（プロデューサー）

2003年
- 鋼の錬金術師（企画）

2004年
- 機動戦士ガンダムSEED DESTINY（エグゼクティブプロデューサー）

2005年
- 交響詩篇エウレカセブン（企画）
- BLOOD+（企画）

2006年
- コードギアス 反逆のルルーシュ（企画）
- 天保異聞 妖奇士（企画）

2007年
- DARKER THAN BLACK -黒の契約者-（企画）
- 地球へ…（企画）
- 灼眼のシャナII（企画）
- 機動戦士ガンダム00（エグゼクティブプロデューサー）

2008年
- マクロスF（エグゼクティブプロデューサー）
- コードギアス 反逆のルルーシュR2（企画）
- 黒執事（企画）
- 機動戦士ガンダム00 セカンドシーズン（エグゼクティブプロデューサー）

2009年
- バスカッシュ!（エグゼクティブプロデューサー）
- 鋼の錬金術師 FULLMETAL ALCHEMIST（企画）
- DARKER THAN BLACK -流星の双子-（企画）

2010年
- 黒執事II（企画）
- 戦国BASARA弐（製作）
- STAR DRIVER 輝きのタクト（企画）
- 咎狗の血（企画）

2011年
- 魔法少女まどか☆マギカ（企画）
- TIGER & BUNNY（エグゼクティブプロデューサー）
- Aチャンネル（企画）
- 青の祓魔師（企画）
- BLOOD-C（製作）
- Persona4 the ANIMATION（企画）
- 機動戦士ガンダムAGE（エグゼクティブプロデューサー）

2012年
- 妖狐×僕SS（企画）
- エウレカセブンAO（企画）
- 絶園のテンペスト（企画）
- マギ The labyrinth of magic（企画）

2013年
- ビビッドレッド・オペレーション（企画）
- DEVIL SURVIVOR 2 the ANIMATION（企画）
- 進撃の巨人（製作）
- 宇宙戦艦ヤマト2199（エグゼクティブプロデューサー）
- マギ The kingdom of magic（企画）

### OVA
2004年
- 機動戦士ガンダムSEED スペシャルエディション（プロデューサー）

2006年
- 機動戦士ガンダムSEED DESTINY スペシャルエディション（エグゼクティブプロデューサー）

2008年
- コードギアス 反逆のルルーシュ SPECIAL EDITION BLACK REBELLION（企画）

2009年
- コードギアス 反逆のルルーシュR2 SPECIAL EDITION 'ZERO REQUIEM'（企画）
- 機動戦士ガンダム00 スペシャルエディション（エグゼクティブプロデューサー）

2013年
- 機動戦士ガンダムAGE MEMORY OF EDEN（エグゼクティブプロデューサー）

### アニメーション映画
2005年
- 劇場版 鋼の錬金術師 シャンバラを征く者（企画）

2009年
- 交響詩篇エウレカセブン ポケットが虹でいっぱい（製作）
- 劇場版 マクロスF 虚空歌姫 〜イツワリノウタヒメ〜（協力）

2010年
- 劇場版 機動戦士ガンダム00 -A wakening of the Trailblazer-（エグゼクティブプロデューサー）

2011年
- 劇場版 マクロスF 恋離飛翼 〜サヨナラノツバサ〜（協力）
- 劇場版 戦国BASARA -The Last Party-（製作）
- 鋼の錬金術師 嘆きの丘の聖なる星（企画）

2012年
- 劇場版 TIGER & BUNNY -The Beginning-（製作）
- 劇場版 魔法少女まどか☆マギカ [前編] 始まりの物語／[後編] 永遠の物語（企画）
- 青の祓魔師 ―劇場版―（企画）

2013年
- スタードライバー THE MOVIE（企画）

2017年
- 劇場版 黒執事 Book of the Atlantic（企画）
- 交響詩篇エウレカセブン ハイエボリューション1（製作）

2018年
- ANEMONE/交響詩篇エウレカセブン ハイエボリューション（企画）

### テレビドラマ
1996年
- ウルトラマンティガ（営業）

1997年
- ウルトラマンダイナ（営業）

1998年
- ウルトラマンガイア（営業）

2001年
- ウルトラマンコスモス（営業）

2011年
- カルテット（プロデューサー）

### 実写映画
2016年
- ディアスポリス -DIRTY YELLOW BOYS-（製作）
- 闇金ウシジマくんpart3（製作）
- 闇金ウシジマくん ザ・ファイナル（製作）
- 続・深夜食堂（製作）

2017年
- 先生!、、、好きになってもいいですか?（製作委員会統括）
- 鋼の錬金術師（製作委員会）
- 8年越しの花嫁 キミの目が覚めたなら（製作委員会統括）

2018年
- 伊藤くん A to E（製作）
- 祈りの幕が下りる時（製作委員会統括）
- プリンシパル〜恋する私はヒロインですか?〜（製作）
- のみとり侍（共同製作）
- 青夏 きみに恋した30日（製作委員会統括）

### 音楽番組
2002年
- 1万人の第九（プロデューサー→チーフプロデューサー）

### バラエティ番組
2004年
- ブリンぶりん家（チーフプロデューサー）
- フューチャービーンズ〜みらい豆（チーフプロデューサー）
- ザ・ブレインサミット 激突!日本の超頭脳!（チーフプロデューサー）

2012年
- 衝撃速報!アカルイ☆ミライ（プロデューサー）

2013年
- 負けてたまるかッ! 〜春よ来い!人生応援テレビ〜（プロデューサー）

2014年
- 今だから言えるナイショ話（チーフプロデューサー）

### ドキュメンタリー番組
2013年
- 情熱大陸（プロデューサー）